# Fête du Livre de Bécherel
La Fête du Livre, à Bécherel, commune située dans le département d’Ille-et-Vilaine à proximité de Rennes, est une manifestation culturelle qui propose une rencontre entre des écrivains et le public, sur un thème prédéfini, par le biais de conférences et de débats.  La Fête du Livre a lieu tous les ans, chaque week-end de Pâques, depuis 1989.
Bécherel fait partie des communes ayant reçu les appellations « Cité du Livre » et « Petite Cité de Caractère », respectivement depuis 1989 et 1978.

## Présentation
En 1989, l’association Savenn Douar (association fondatrice de Bécherel Cité du Livre) organise la première fête du livre le week-end de Pâques dans le centre ancien de Bécherel. L’idée est de réunir des écrivains et des professionnels du livre autour d’une manifestation culturelle ambitieuse et gratuite, à la rencontre du public, des collectionneurs et des amateurs de livres anciens. Cette première manifestation est un succès, et les membres de l’association Savenn Douar décident de reconduire la Fête du Livre l’année suivante. Depuis, l’évènement a lieu chaque année et attire de nombreux passionnés. D’autres animations agrémentent la rencontre culturelle : spectacles de rue, ateliers pédagogiques (calligraphie, enluminure, poésie), expositions, lectures publiques et visites guidées. En plus des 23 professionnels du livre travaillant en permanence à Bécherel, s’ajoute la présence exceptionnelle à chaque édition, de quelque trente exposants sur les stands.

## Thèmes des Fêtes du Livre
L’association Savenn Douar oriente les manifestations de la Fête du Livre autour de thèmes distincts. Les thèmes des dernières éditions sont les suivants :

### 2025
Le thème retenu en 2025 pour la 35e édition est « Racines ». La Maison du livre réunit des artistes qui défendent différentes formes d'expression : conte, BD, musique, littérature, livres jeunesse, poésie, arts de la rue, conférences, archives, rencontres… Avec la présence notamment de Fabienne Juhel, Yvon Le Men, Agathe Jeanneau, Chloé Lorphelin, Éric Lenoir (d), Yannick Jaulin, Marc Roger, Christophe Donner (avec sa sa sœur Élise Quiniou), Marie Chiff'mine (d), Jil Caplan, Jeanne Benameur, Guillaume Rannou (CieLa Bricole), Sébastien Bertrand, Frederika Van Ingen, Daisy Bolter, Juliette Rousseau, etc..

### 2011
L’édition 2011 a été consacrée trois jours durant au « Livre retrouvé », les 23, 24 et 25 avril. L’événement fut l’occasion de redécouvrir d’anciennes éditions – parfois rares – de livres ou de bandes dessinées. L’idée était aussi d’aborder des thèmes de fond, à l’instar de la redécouverte de l’envie de lire ou du plaisir de la lecture. Les écrivains invités pour la 23e édition étaient : Line Aressy, François Asselinier, Claude Bathany, Marie-Christine Biet, Hervé Commère, Olivia Elkaim, Didier Garcia, Fabienne Juhel, David S. Khara, Yves Tanguy.

### 2010
L’édition s’articulait autour du thème « Littérature(s) en scène », et s’est déroulée du 3 au 5 avril. L’invité d’honneur fut l’écrivain Jean-Claude Carrière.

### 2009
La 21e édition a été organisée autour du thème « Les écrivains journalistes », pour rendre hommage à l’étroite relation qui lie le monde journalistique a l’univers littéraire. On comptait parmi les participants Michel Le Bris, Jean Lebrun, Catherine Van Moppès, André Célarié,  Marie-Noëlle Rio, Marc Kravetz, Irène Frain ou Patrick Pesnot. 

### 2008
Le thème retenu fut l'Écosse et la manifestation a eu lieu du 22 au 24 mars 2008. Pour commémorer les vingt ans de la Fête du Livre, l'Écosse a été mise à l’honneur en raison du rapprochement entre Bécherel et le Village du Livre de Wigtown en Écosse. Ces deux villes ont émis le désir de travailler ensemble et de conjuguer leurs efforts pour endiguer les effets de la crise économique qui frappe le secteur du livre, mais aussi pour partager leurs expériences sur le développement des activités culturelles en milieu rural. Des écrivains Écossais ont été conviés à l’évènement et ont eu ainsi la possibilité de rencontrer le public au cours de débats et de conférences. Un échange culturel prolifique et durable s’est donc initié entre l'Écosse et la Bretagne, au cours de cette édition.